# Kudu velký
Kudu velký (Tragelaphus strepsiceros) je jedna z největších a nejznámějších antilop. Obývá husté akáciové porosty, skalnatou nebo kopcovitou krajinu a vyschlá koryta řek poblíž vody v jižní a východní Africe. Dospělé zvíře může vážit od 195 do 315 kilogramů (samice jsou většinou lehčí než samci) a měřit 1–1,5 m na výšku a 1,95–2,45 m na délku.

## Charakteristika
Kudu velký má štíhlé tělo s dlouhýma a hubenýma nohama. Barva jeho srsti je velice různorodá od hnědé, šedé až po rudohnědou. Na bocích má 4–12 svislých bílých pruhů, které se táhnou od hřbetu až téměř k břichu. Poměrně malá hlava je většinou tmavší než zbytek těla a mezi očima má bílý pruh. Na hřbetě má krátkou, nejčastěji černou hřívu, která se táhne od hlavy až k hustě osrstěnému ocasu, který dosahuje délky 35–55 cm. Průměrná délka točitých rohů (pokud by byly narovnány) je přibližně 120 cm (47 palců). Světový rekord je však bezmála 195 cm (76,7 palce).
Samci jsou znatelně větší než samice a častěji projevují agresivitu, zvláště využívají vrčení a funění. Mají také dlouhou hřívu, která se táhne podél hrdla, a velké, dvaapůlkrát zkroucené a široce se rozbíhající rohy, které by po natažení mohly dosahovat v průměru až jeden metr. Samice občas mívají menší růžky. Nicméně samcům začínají růst rohy až od věku 6–12 měsíců, kroutit se začnou až po druhém roce života a plně zkroucené jsou až po šestém roce života .

## Způsob života

### Rozšíření a potrava
Kudu velký obývá území od Eritreje až k Tanzanii, Zambii, Jihoafrické republice a Angole, v malém množství je vysazen v Novém Mexiku. Stav ve volné přírodě se v roce 2021 odhadoval na 482 000 jedinců. Občas je můžeme zpozorovat i v rovinách s množstvím křovin, ale těmto místům se kudové raději vyhýbají, jelikož se mohou stát snadnou kořistí predátorů. Kudu velký je výhradně býložravec, který preferuje trávu, listy, výhonky, občas i kořínky a plody.
Během dne jsou kudové většinou skrytí v hustých porostech, kde se chrání jak před predátory, tak před sluncem, které bývá v jejich lokalitě rozšíření velice ostré. Potravu hledají především brzy ráno nebo večer, kdy podnikají také výpravy za vodními zdroji, které mohou být v období sucha dlouhé a namáhavé.

### Predátoři
Mezi hlavní predátory kudu velkého patří lvi, levharti a psi hyenovití. Ačkoli gepardi často loví větší zvířata, ulovit dospělého samce nedokážou, a tak loví převážně slabší samice a mláďata. Pokud je stádo kuduů ohrožováno predátorem, dospělý kudu vydá poplašný signál a zbytek stáda se dá na útěk. Přestože je to antilopa čiperná, není dostatečně rychlá na to, aby dokázala uniknout svým hlavním predátorům útěkem v otevřené krajině, a tak spoléhá na to, že pokud vběhne do hustých křovinatých porostů, svým pronásledovatelům unikne díky tomu, že se v tomto prostředí nedokážou pohybovat tak obratně jako ona.

### Společenský systém

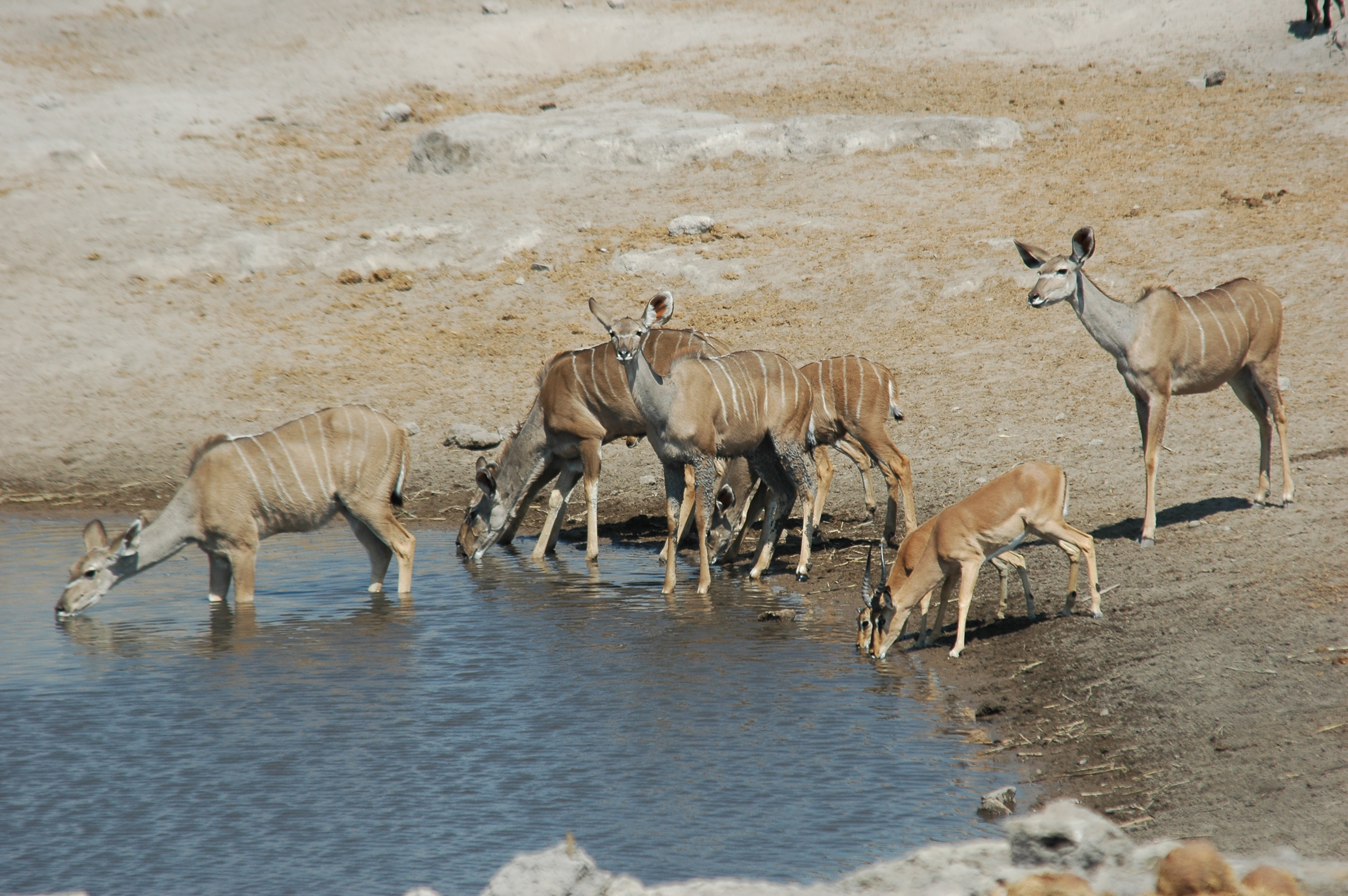
Stádo samic u vodního zdroje.

Samci většinou žijí samotářským životem, samice se sdružují do poměrně malých stád tvořených obvykle 6–10 dospělými samicemi a mláďaty. Jen zřídkakdy dosáhne stádo velikosti přes 20 kusů. Kudu velký tráví jen zhruba 54 % dne hledáním potravy. Jedno stádo může obsazovat území veliké asi 4 km2.
Dospělí samci spolu často bojují, přičemž do sebe zapletou rohy, přetlačují se a čekají, až jeden z nich přizná porážku. Výjimečně nedokážou rohy uvolnit a zahynou.

### Rozmnožování
Kudu velký dosahuje pohlavní dospělosti mezi 1. a 3. rokem svého života, samci mezi 21. a 24. měsícem, samice o něco dříve, mezi 15. a 21. měsícem. Doba páření nastává na konci období dešťů, ale situace se mění podle oblasti a klimatu. Před pářením následuje námluvní rituál, kdy si samec stoupne před samici a začne jí předvádět své rohy. Po skončení rituálu se samec zastaví a čeká, zda mu samice dovolí se s ní spářit, nebo ne. Samice je březí asi 240 dnů (nebo osm měsíců). Mláďata se rodí zhruba mezi lednem a březnem, kdy je tráva, jejich hlavní potrava, nejvyšší.
Samice rodí nejčastěji jedno, občas dvě mláďata. Březí samice opouští před porodem stádo. Novorozené mládě ukrývá 4–5 týdnů v hustém porostu, aby je chránila před predátory. Po této době začne mládě doprovázet matku, zprvu jen krátkodobě, ve stáří 3–4 měsíců již stále. V 6 měsících je mládě na matce zcela nezávislé.
V zajetí se mohou kuduové dožít i dvaceti let.

### Chov ZOO
V ČR je chován v Zoo Zlín, Zoo Dvůr Králove a Zoo Plzeň. Na slovensku je chován v Zoo Bojnice.

## Galerie

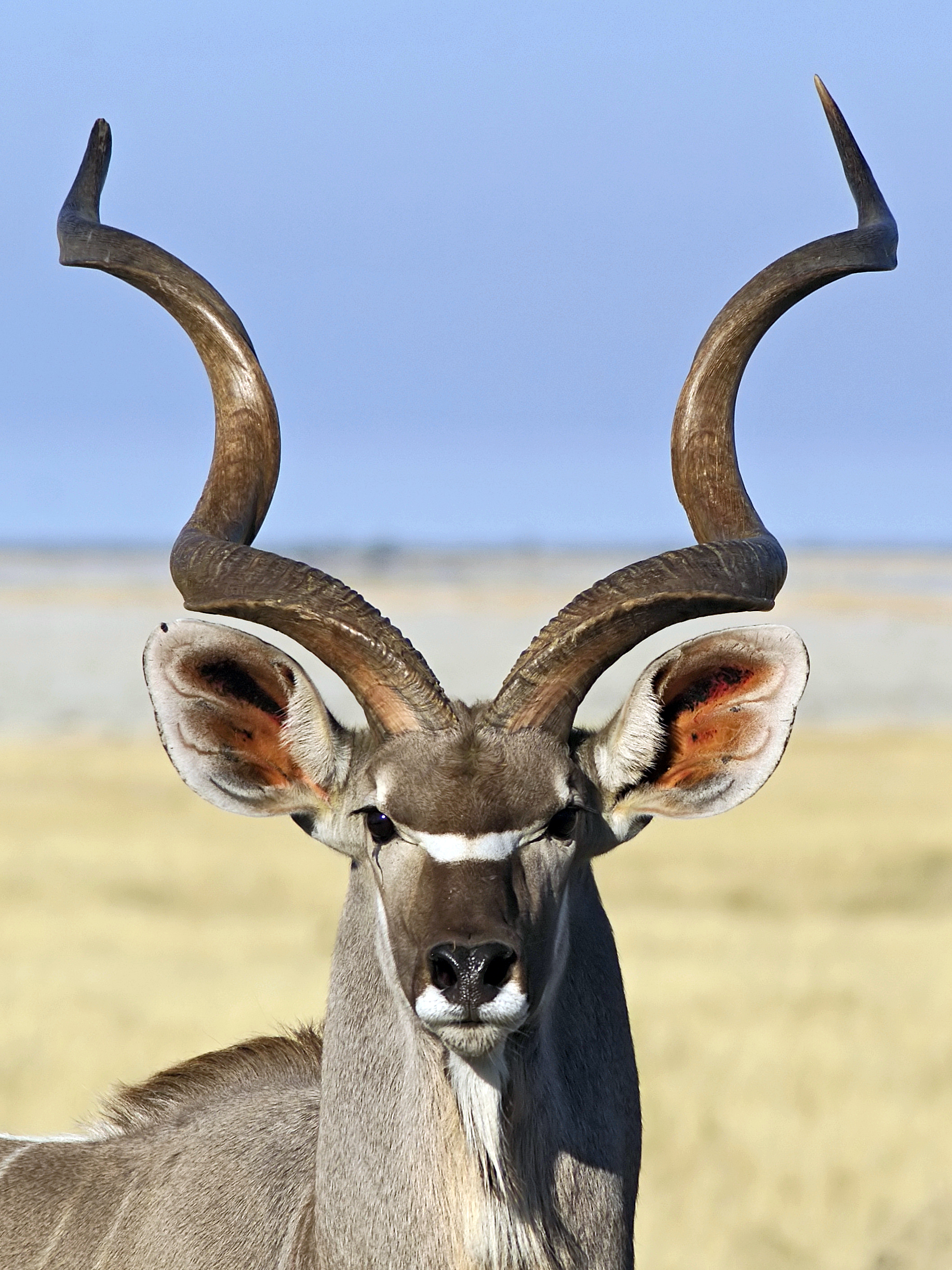
Samec
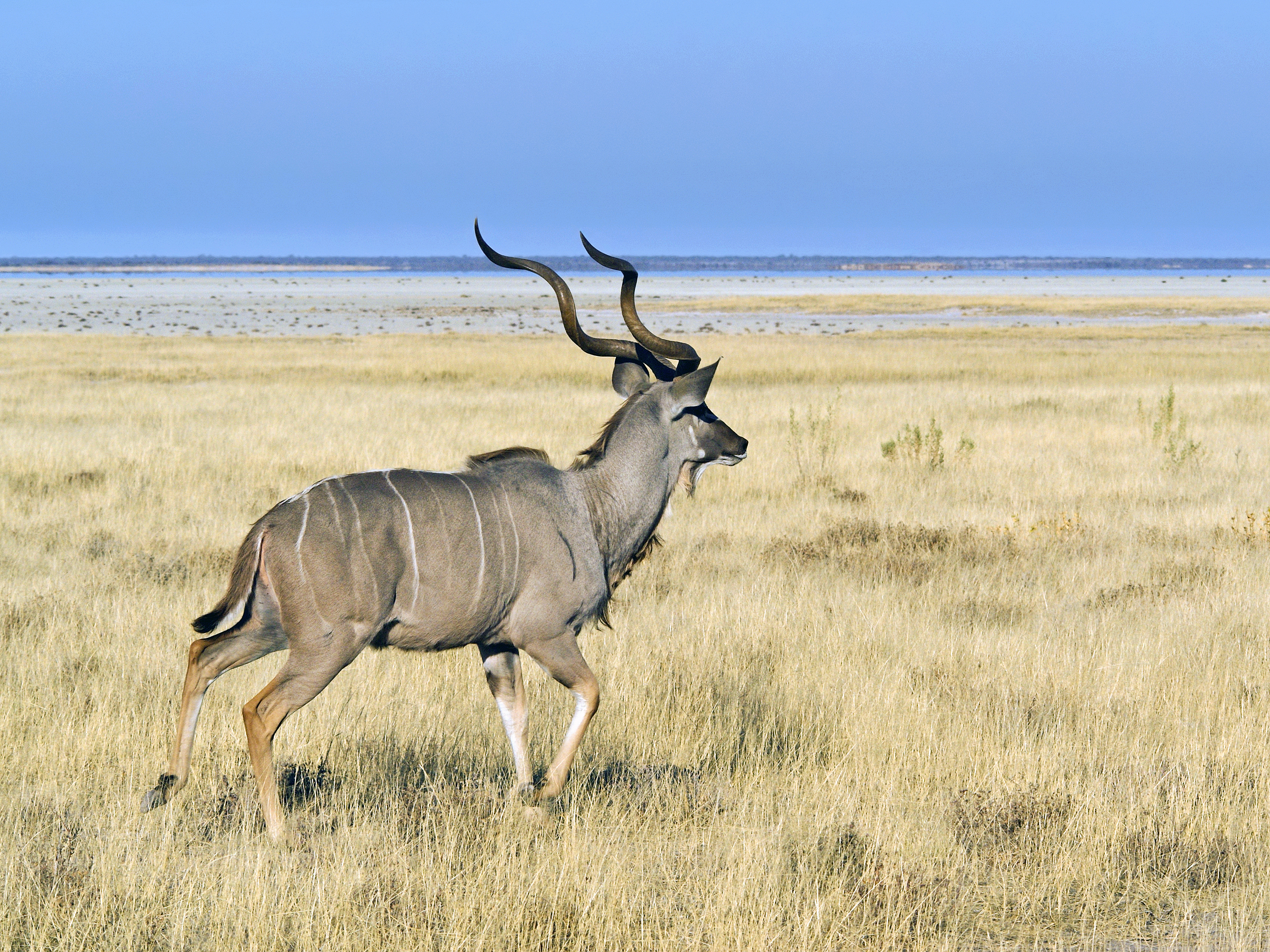
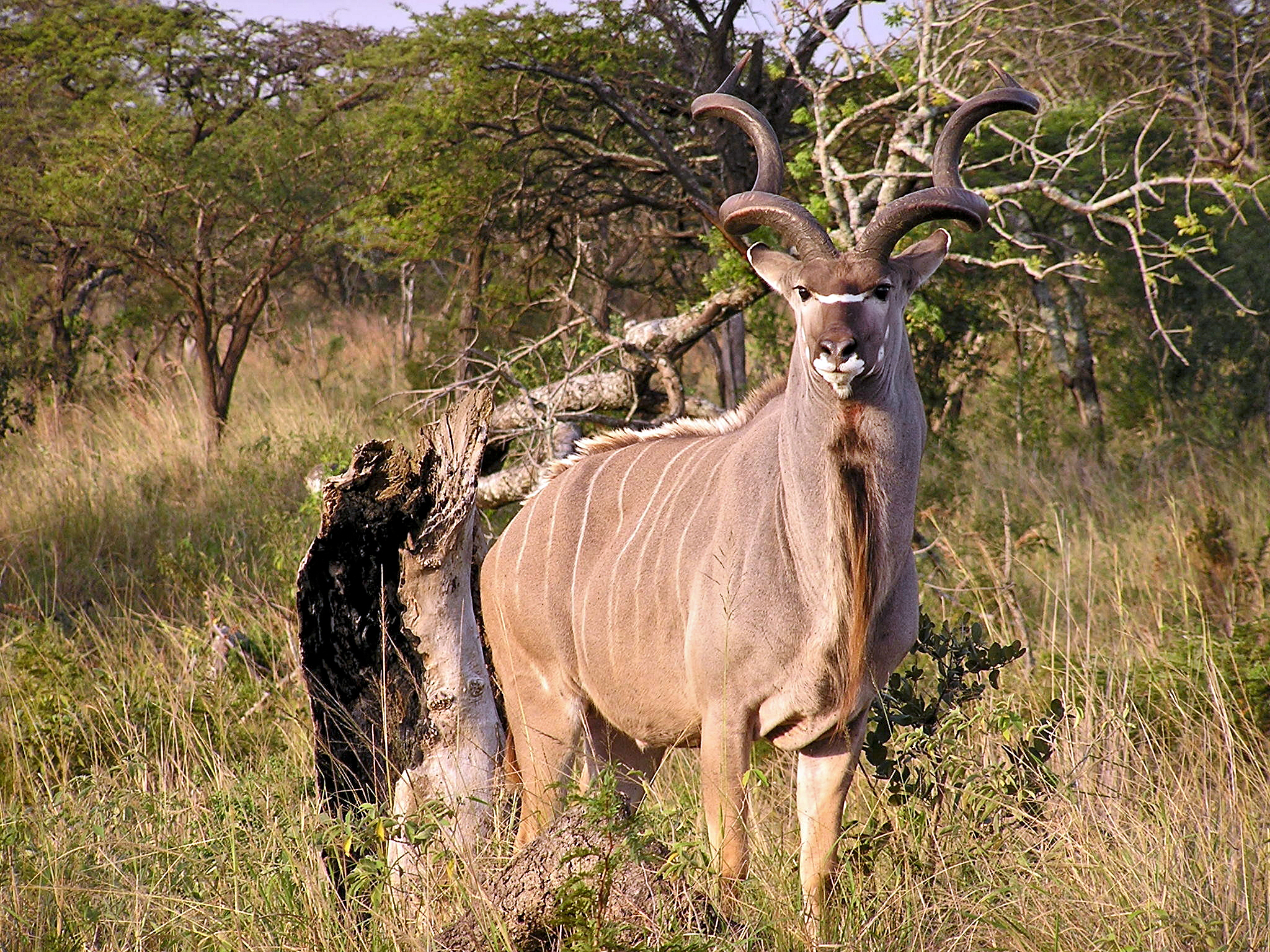
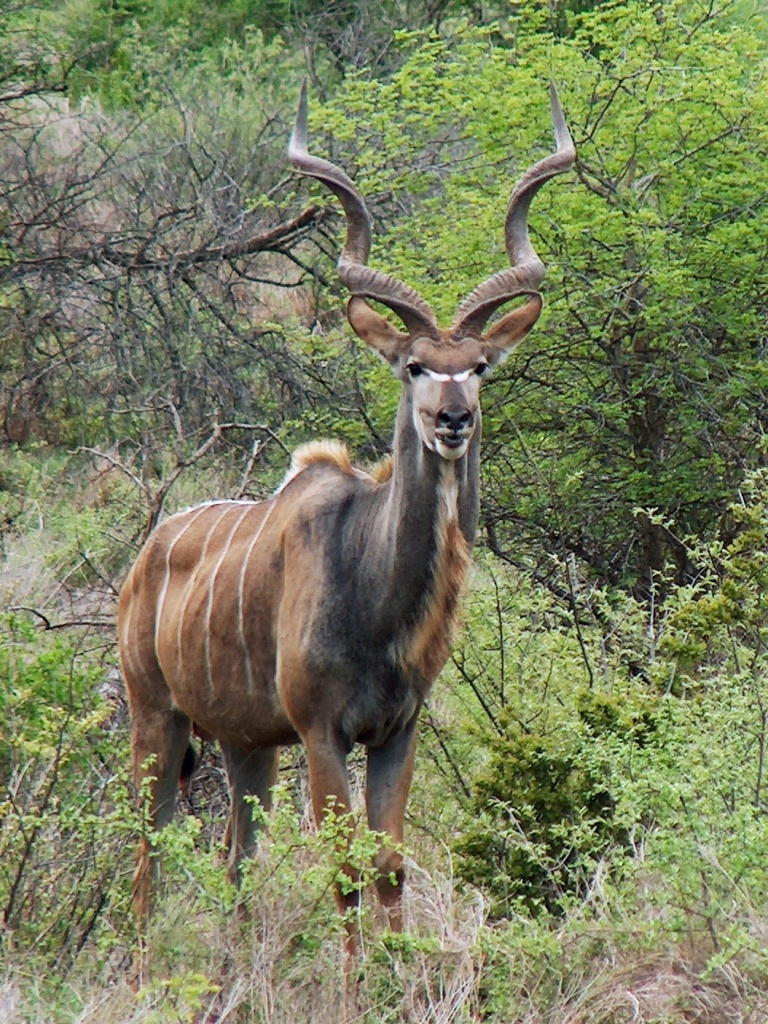
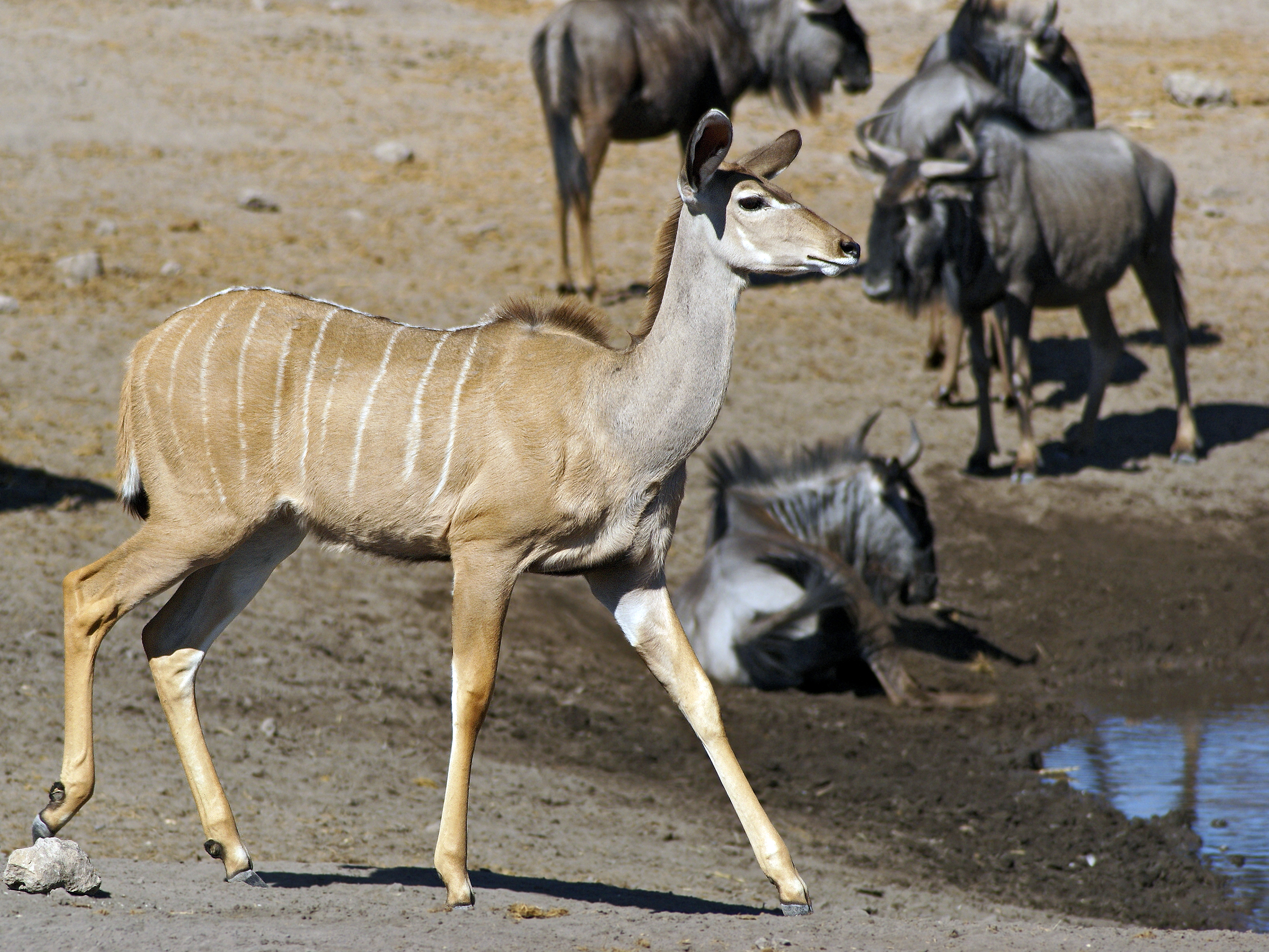
Samice
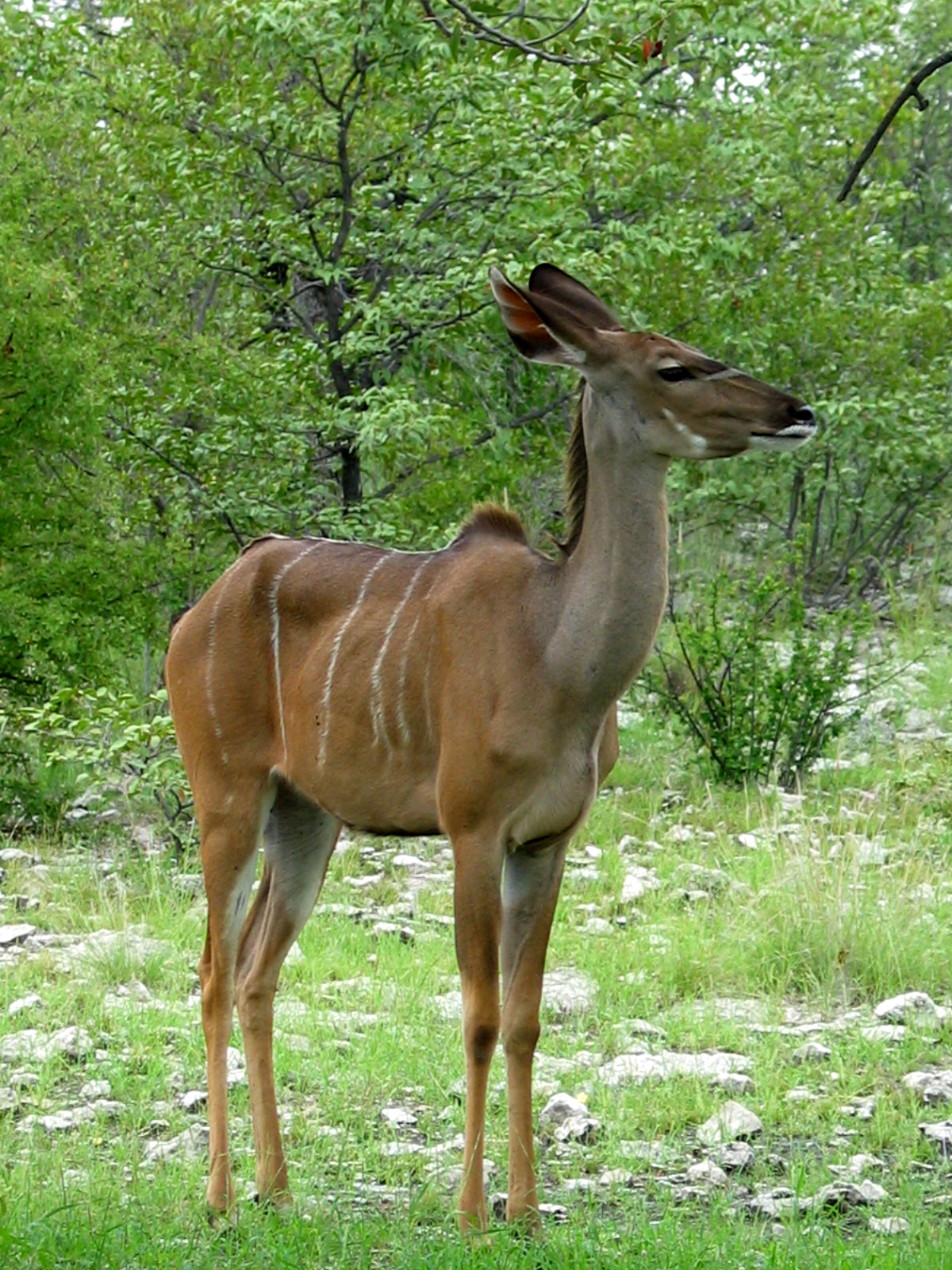
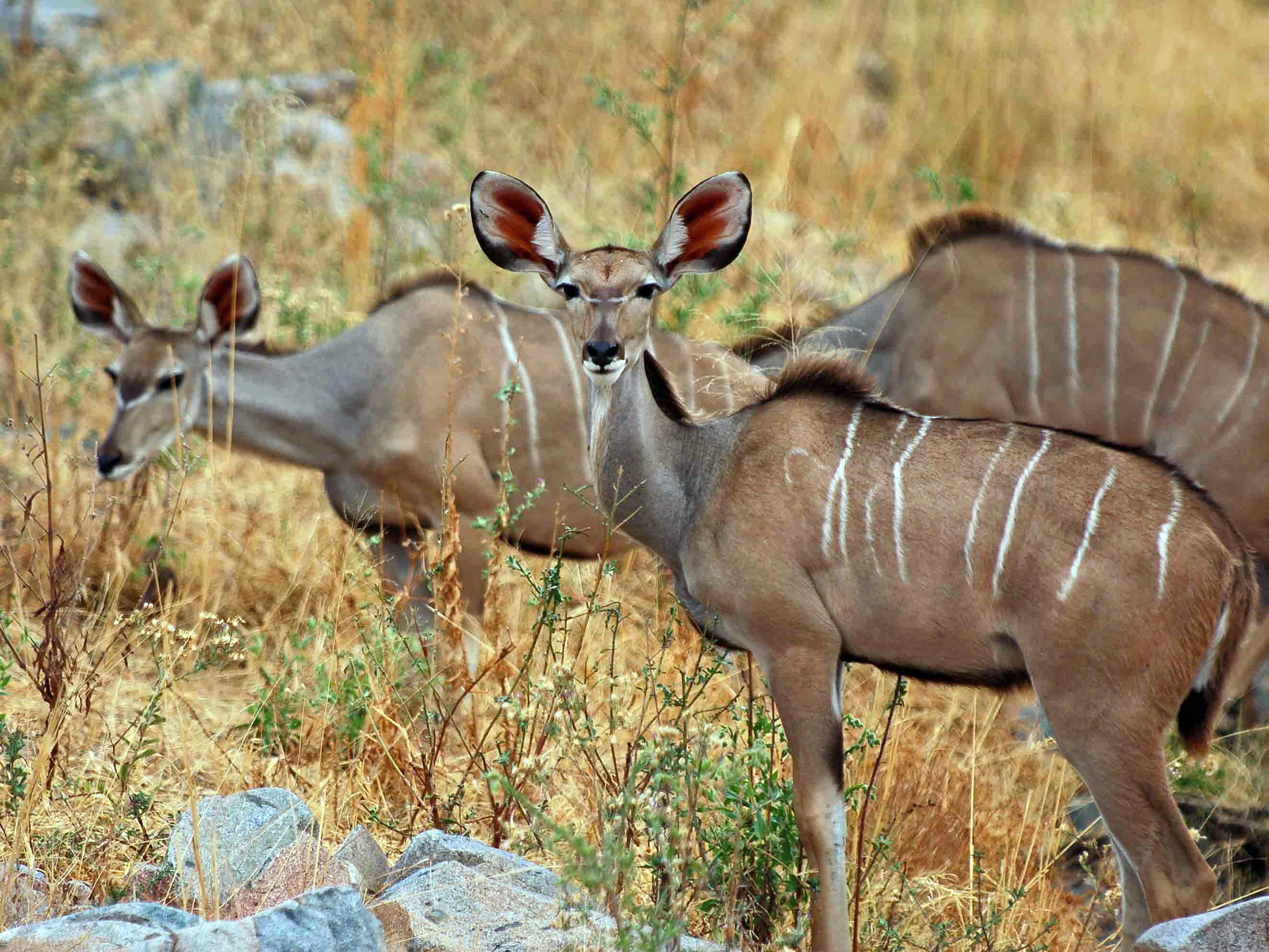
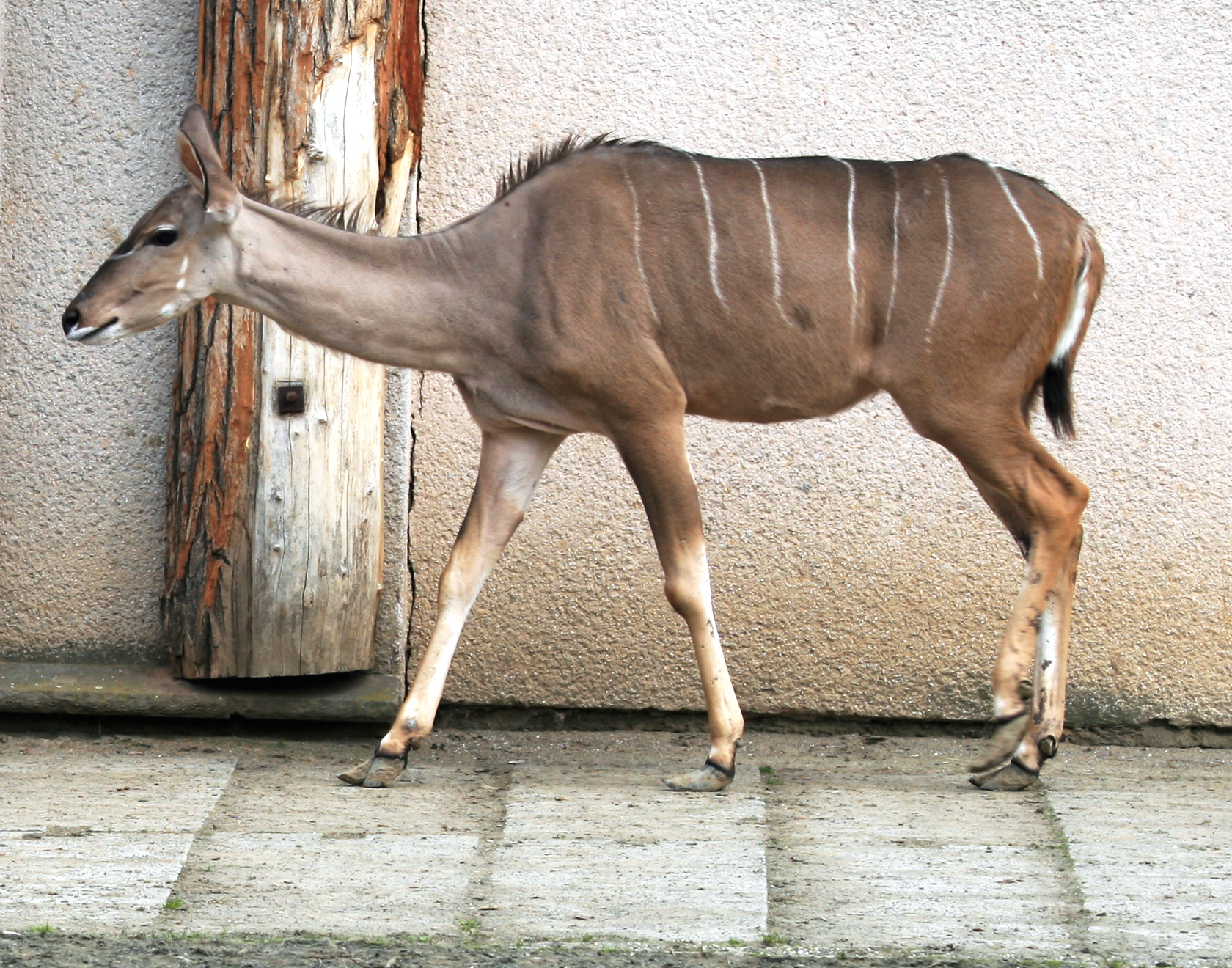